# Fábián Gábor (színművész)
Fábián Gábor (Debrecen, 1976. november 19. –) magyar színművész, bábművész.

## Életpályája
1995-1999 között a Színház- és Filmművészeti Főiskola bábszínész szakos hallgatója volt. 1999-2001 között a debreceni Csokonai Színház, 2001-2006 között a nyíregyházi Móricz Zsigmond Színház tagja volt. 2006-2008 között szabadúszóként dolgozott. 2008-2015 között a Szputnyik Hajózási Társaság színésze volt. 2014-ben a Mentőcsónak Egység társalapítója.
1999-2001 között a debreceni Ady Endre Gimnázium tanára is volt.

## Filmográfia
- …a szomszéd tehene (2024)
- Cella – Letöltendő élet (2023)
- A Nagy Fehér Főnök (2022)
- Pepe (2022)
- Kémek küldetése (2017)
- Fapad (2015)
- Isteni műszak (2013)
- Poligamy (2013)
- Delta (2008)